# US-Heeresgarnison Stuttgart

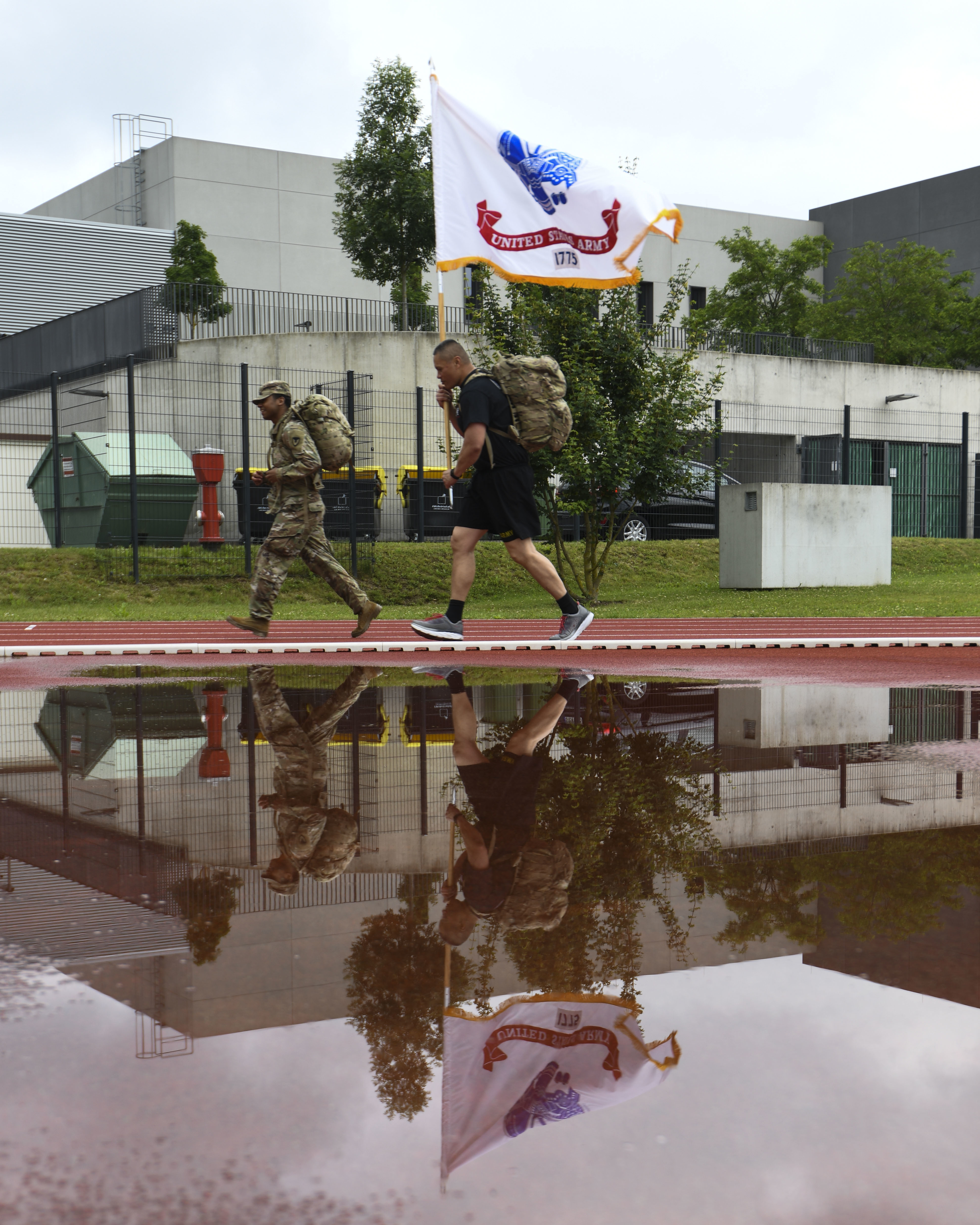
U.S. Army Garrison (USAG) Stuttgart Command Sgt. Major Toese Tia läuft mit den Army Colors während eines Laufs zum 245. Geburtstag der Army in der Panzerkaserne, Böblingen, Deutschland.

US-Heeresgarnison Stuttgart (englisch United States Army Garrison Stuttgart; Abkürzung: USAG Stuttgart) ist eine Garnison der U.S. Army Europe and Africa in Stuttgart und Umgebung. Die USAG Stuttgart gehört zu den größten amerikanischen Standorten Europas und umfasste 2023 über 23.000 Personen, die sich aus Army, Air Force, Marine Corps, Navy und Coast Guard, zivilen Angestellten, Vertragsbediensteten und lokalen nationalen Angestellten zusammensetzt.
Die USAG Stuttgart besteht aus den Standorten Stuttgart und Böblingen.

## Standorte und Einrichtungen
Stuttgart
- Headquarters and Headquarters Company, USAG Stuttgart
- Patch Barracks
- Kelley Barracks
- Robinson Barracks
- Stuttgart Army Airfield
- Robinson Grenadier Housing
- Kefurt Village
- Craig Village
- Von Steuben Village
- Weicht Village
- Weilimdorf Warehouse

Böblingen
- Panzerkaserne
- Böblingen Range
- Böblingen Training Area
- Böblingen Family Housing[1][2]

## Geschichte
Die Ursprünge der USAG Stuttgart liegen in der Kurmärker Kaserne (seit 1967 Patch Barracks) in Stuttgart-Vaihingen. Diese Panzerkaserne, 1936–1938 erbaut, galt als größtes nationalsozialistisches Bauprojekt in Vaihingen. Im Mai 1946 zogen hier die US Constabulary und ein Hauptquartier ein. Diese Einheiten waren die polizeiliche Gewalt in der amerikanischen Besatzungszone Deutschlands, bis die zivilen deutschen Polizeikräfte wieder aufgebaut werden konnten. Im Jahr 1948 wurde das Hauptquartier für alle Constabulary-Kräfte nach Stuttgart verlegt, aber bereits 1950 wieder aufgelöst, und der größte Teil der Truppe wurde in die neu organisierte 7th Army eingegliedert. Im Zuge des Kalten Krieges wurde das VII. Korps der US-Armee im Juli 1950 neu formiert und der Hellenen Kaserne (1951 in Kelley Barracks umbenannt) zugewiesen, wo das Hauptquartier während des gesamten Kalten Krieges bleiben sollte.
Im Jahr 1990 wurde das VII Corps im Rahmen der Operationen Desert Shield und Desert Storm direkt von Deutschland nach Saudi-Arabien verlegt, wobei viele der in und um Stuttgart stationierten Truppen des VII Corps mit einbezogen wurden. Nach der Rückkehr aus dem Nahen Osten kehrte der Großteil der Einheiten und das Hauptquartier des VII. Korps für kurze Zeit nach Stuttgart zurück, um die Operationen abzuschließen, und wurde später in den Vereinigten Staaten außer Dienst gestellt. Der Abzug des VII Corps führte zu einer starken Verringerung der US-Militärpräsenz in der Stadt und der Region und zur Schließung der meisten US-Einrichtungen in und um Stuttgart, was die Entlassung zahlreicher lokaler Zivilisten zur Folge hatte, die bei der US-Armee beschäftigt gewesen waren.
Seit 1967 ist Patch Barracks in Stuttgart das Hauptquartier der US EUCOM. Im Jahr 2007 wurde das AFRICOM gegründet, als Teil innerhalb des EUCOM und 2008 als US Unified Combatant Command für den größten Teil Afrikas mit Sitz in der Kelley Barracks. Aufgrund dieser beiden großen Hauptquartiere wurde Stuttgart als eine der Standort behalten, in denen die US-Streitkräfte weiterhin in Deutschland operieren werden.
Auf dem Höhepunkt des Kalten Krieges waren über 45.000 Amerikaner in über 40 Einrichtungen in und um Stuttgart stationiert. Heute sind etwa 10.000 amerikanische Soldaten auf 4 Anlagen stationiert, die alle Waffengattungen vertreten, im Gegensatz zur überwiegenden Präsenz der Armee während der Besatzungszeit und des Kalten Krieges.